# Éric Karsenti
Pour les articles homonymes, voir Karsenti.
Éric Karsenti (/e.ʁik kaʁ.sɑ̃.ti/), né le 10 septembre 1948 à Paris, est un biologiste français. Directeur de recherche au CNRS, Il a été directeur scientifique de l’expédition Tara Océans.

## Biographie
Après une thèse à l'institut Pasteur (1979), il travaille comme chercheur sur les mécanismes moléculaires qui gouvernent le cycle cellulaire. Il crée le département de biologie cellulaire et biophysique du Laboratoire européen de biologie moléculaire (EMBL).
Principal scientifique de l'expédition Tara Oceans, il fait collecter des échantillons de plancton en de nombreux points des océans afin de mener une importante analyse génomique de la  diversité du plancton.
Il est récipiendaire de la médaille d'or du CNRS et élu membre de l'Académie des Sciences en 2017 (après avoir été correspondant depuis 1999).